# Listă de pictori libanezi
Aceasta este o listă de pictori libanezi.
- Ali Talal Haidar
- Nadim Karam
- Samir Sayegh